# Hudson (Wisconsin)
Hudson is een plaats (city) in de Amerikaanse staat Wisconsin, en valt bestuurlijk gezien onder St. Croix County.

## Demografie
Bij de volkstelling in 2000 werd het aantal inwoners vastgesteld op 8775. In 2006 is het aantal inwoners door het United States Census Bureau geschat op 11.913, een stijging van 3138 (35,8%).

## Geografie
Volgens het United States Census Bureau beslaat de plaats een oppervlakte van 16,2 km², waarvan 14,0 km² land en 2,2 km² water. Hudson ligt op ongeveer 226 m boven zeeniveau.

## Plaatsen in de nabije omgeving
De onderstaande figuur toont nabijgelegen plaatsen in een straal van 8 km rond Hudson.